# Agrilinus uniformis
Agrilinus uniformis är en skalbaggsart som beskrevs av Waterhouse 1875. Agrilinus uniformis ingår i släktet Agrilinus och familjen Aphodiidae. Inga underarter finns listade i Catalogue of Life.